# Helliar Holm
Helliar Holm är en ö i Storbritannien.   Den ligger i kommunen Orkneyöarna och riksdelen Skottland, i den norra delen av landet, 800 km norr om huvudstaden London. Arean är 0,64 kvadratkilometer.
Terrängen på Helliar Holm är mycket platt. Öns högsta punkt är 24 meter över havet. Den sträcker sig 1,1 kilometer i nord-sydlig riktning, och 0,9 kilometer i öst-västlig riktning.